# Ogden (Arkansas)
Ogden es una ciudad ubicada en el condado de Little River, Arkansas, Estados Unidos. Según el censo de 2020, tiene una población de 131 habitantes.

## Geografía
La localidad está ubicada en las coordenadas 33°35′9″N 94°2′49″O / 33.58583, -94.04694 (33.585869, -94.046917).   Según la Oficina del Censo de los Estados Unidos, Ogden tiene una superficie total de 0.99 km², correspondientes en su totalidad a tierra firme.

## Demografía
Según el censo de 2020, hay 131 personas residiendo en Ogden. La densidad de población es de 132.32 hab./km². El 86.26% son blancos, el 3.82% son afroamericanos, el 2.29% son amerindios, el 4.58% son de otras razas y el 3.05% son de una mezcla de razas. Del total de la población, el 4.58% son hispanos o latinos de cualquier raza.